# Bol'šoj Sajan
Il Bol'šoj Sajan (in russo: Большой Саян; Grande Saian) è il nome della parte più alta della catena spartiacque dei Saiani Orientali nella Siberia meridionale, al confine tra la Russia e la Mongolia. Si trova all'interno dei distretti Okinskij e Tunkinskij della Buriazia, e nella Provincia del Hôvsgôl (Mongolia).

## Geografia
La catena montuosa è lunga 150 km, la parte occidentale è chiamata Pograničnyj chrebet (Пограничный хребет, "Fascia di confine"), la parte orientale è il massiccio Munku-Sardyk che è anche la vetta più alta del Bol'šoj Sajan e dei Saiani Orientali (3 491 m). A nord-est della catena si trova l'altopiano Okinskoe (altopiano dell'Oka), a est il Tunkinskie Gol'cy (o Monti della Tunka), a sud si trova il lago Hôvsgôl nuur.
Sulle pendici meridionali del Bol'šoj Sajan hanno origine i fiumi mongoli Tengesin-Gol e Sjaržik-Gol, sulle pendici settentrionali si trovano le sorgenti degli affluenti del corso superiore del fiume Oka.